# Акын, Азра
Азра́ Акы́н (распространённая неправильная транскрипция имени Азра́ Аки́н; род. 8 декабря 1981 года, Алмело) — турецкая актриса, модель и танцовщица. Обладательница титула «Мисс мира» 2002 года.

## Биография
Родилась 8 декабря 1981 года в голландском городе Алмело в турецкой семье. Её родители, Назым и Айда, эмигрировали из Турции в 1971 году. У Азры есть младшая сестра Дорук. В 1998 году, в возрасте 17 лет, Азра была выбрана элитной моделью Турции. Принимала участие в конкурсе элитных моделей Европы, проходившем в Ницце, вошла в число пятнадцати финалисток. После этого продолжила карьеру модели в Германии, работала на компанию «Otto GmbH».
В 2002 году Азра выиграла конкурс красоты «Мисс Турция», благодаря этому она смогла принять участие в конкурсе «Мисс мира», в котором одержала победу. Она получила корону и 156 тысяч долларов. Награду ей вручала победительница конкурса 2001 года Агбани Дарего. В 2003 году, исполняя обязанности Мисс Мира, Азра побывала в Великобритании, Турции, Соединенных Штатах, Новой Зеландии, Ирландии, Ямайке, Австралии, Китае и многих других странах. Стала лицом многих благотворительных акций. Ее рост — 176 см.
В 2003 году выиграла золотую медаль на британском реалити-шоу «The Games». В 2004 году Азра позировала для открыток, посвященных международному песенному конкурсу «Евровидение-2004» — их показывали перед каждой песней. В 2004 году снялась в клипе «All My Life» популярного турецкого певца Мустафы Сандала. В 2010 году Азра победила в шоу «Yok Boyle Dans» (турецкий аналог «Танцев со звёздами»). В 2013 году была в составе жюри «Мисс мира 2013». В 2015 году Азра была на вечере, посвященном открытию кинофестиваля в Каннах,, как лицо компании "LOreal"
Владеет турецким, нидерландским и английским языками.

## Личная жизнь
С 2004 года Азра начала встречаться с актёром Кыванчем Татлытугом, пара расставалась и мирилась три раза, и в итоге в январе 2013 года Азра и Кыванч окончательно расстались. 26 августа 2017 года вышла замуж за биснесмена, танцора Атакана Кору, с которым она встречалась 4 года до их свадьбы. 17 ноября 2019 года у пары родился сын по имени Демир.

## Фильмография

### Фильмы
| Film       | Film                             | Film        | Film        |
| Год выхода | Фильм                            | Роль        | Примечания  |
| ---------- | -------------------------------- | ----------- | ----------- |
| 2015-2017  | Пойраз Караель                   | Чигдем      |             |
| 2014       | Клубника                         | Чилек       |             |
| 2012       | М U C K                          | Элиф        |             |
| 2010-2011  | Большая семья                    | Неше        |             |
| 2010       | Между двумя последовательностями | Пелин       | (Completed) |
| 2009       | Разлука                          | Фиренгиз    |             |
| 2008       | Ветер                            | Лейла       |             |
| 2006       | Первая любовь                    | Бахар       |             |
| 2005       | Teberik Şanssız                  | Фулья       |             |
| 2004       | Расскажи, Стамбул                | Памук/Идиль |             |
| 2004       | Во время дождя                   | Эйлюль      |             |

### Телевизионные шоу
| Год  | Название               | Роль             | Примечания |
| ---- | ---------------------- | ---------------- | ---------- |
| 2015 | Miss World 2015        | играет саму себя |            |
| 2012 | Muck                   | Elif             |            |
| 2009 | Ayrılık                | Firengiz Babayev |            |
| 2009 | Ah Kalbim              | играет саму себя |            |
| 2008 | Rüzgar                 | Leyla            |            |
| 2005 | Barend en Van Dorp     | играет саму себя |            |
| 2004 | Nationaal songfestival | играет саму себя |            |
| 2004 | Yağmur Zamanı          | Eylül            |            |
| 2003 | The Games              | играет саму себя |            |
| 2003 | Mister World 2003      | играет саму себя |            |